# Marton, Burton Constable
Marton är en by i civil parish Burton Constable, i distriktet East Riding of Yorkshire, i grevskapet East Riding of Yorkshire, i England. Byn är belägen 15 km från Beverley. Marton var en civil parish 1866–1935 när blev den en del av Burton Constable. Civil parish hade 73 invånare år 1931. Byn nämndes i Domedagsboken (Domesday Book) år 1086, och kallades då Meretone/Meretune.